# Сете-Дабан
Сетѐ-Даба̀н (на руски: Сетте-Дабан) е планински хребет в Източен Сибир, разположен в източната част на Якутия, Русия.
Простира се от север на юг на протежение от 650 km. На северозапад долината на река Томпо (десен приток на Алдан) го отделя от Верхоянските планини, а на юг долината на река Юдома (десен приток на Мая, десен приток на Алдан) – от Юдомо-Майската планинска земя. Успоредно на него от западна страна се простира хребета Улахан-Бом, а от източна – Скалистия хребет. Максимална височина 2102 m (62°37′10″ с. ш. 138°20′40″ и. д. / 62.619444° с. ш. 138.344444° и. д.), разположена в северната му част, между долините на реките Тири и Източна Хандига (десни притоци на Алдан). Изграден е основно от долнопалеозойски варовици и пясъчници, а по източните склонове от пермски пясъчници, пронизани от интрузивни гранити. Реките Менкюле (ляв приток на Томпо), Източна Хандига, Тири, Ханда и Аллах-Юн (десни притоци на Алдан) го проломяват и го разделят на 6 отделни планински масива. Най-големите реки водещи началото си от него са Сунжа и Джюнекян (десни притоци на Алдан) и Сахара (десен приток на Аллах-Юн). Склоновете му са обрасли с лиственични гори, сменящи се над 1000 m с участъци заети от кедров клек и планинска тундра.